# Kaélé
Kaélé ist eine Stadt in der Region Extrême-Nord, die die nördliche Spitze Kameruns bildet. Sie liegt nahe der Grenze zum Tschad. Kaélé ist Hauptstadt des Départements Mayo-Kani.

## Verkehr
Kaélé liegt an der Fernstraße N12 und hat einen zivilen Flughafen.

## Bevölkerung
Kaélé gehört zu den größten Städten der Ethnie Mundang, die auch im Tschad beheimatet ist.
Die Bevölkerungsentwicklung der Stadt:
| Jahr          | Einwohner |
| ------------- | --------- |
| 1976 (Zensus) | 11.675    |
| 1987 (Zensus) | 15.812    |
| 2005 (Zensus) | 21.061    |

## Söhne und Töchter der Stadt
- Marthe Wandou (* 1963), Gender- und Friedensaktivistin